# Phillip Allen Sharp
Phillip Allen Sharp, ameriški genetik, molekularni biolog in akademik, nobelovec, * 6. junij 1944, Falmouth, Kentucky, Združene države Amerike.
Leta 1993 si je z Richardom J. Robertsom razdelil Nobelovo nagrado za fiziologijo ali medicino, njuni raziskovalni skupini sta namreč neodvisno druga od druge odkrili, da geni v dednem zapisu organizmov niso neprekinjene verige nukleotidov, temveč vsebujejo dolge nekodirajoče odseke – introne, ki se po procesu prepisovanja DNK izrežejo.

## Življenjepis
Rodil se je v podeželskem okolju Kentuckyja in odraščal na družinski farmi. Na prigovarjanje staršev je vpisal študij na lokalnem kolidžu, za katerega je zaslužil šolnino kot pomočnik na kmetiji. Diplomiral je s tezo s področja fizikalne kemije in vpisal doktorski študij na Univerzi Illinoisa v Urbani in Champaignu. Za molekularno biologijo se je začel zanimati, ko je prebral knjigo povzetkov simpozija o genetskem kodu, ki ga je leta 1966 organiziral Laboratorij Cold Spring Harbor.
Zato se je po doktoratu leta 1969, prav tako s področja fizikalne kemije, prijavil na razpis za podoktorskega sodelavca v skupini Normana Davidsona na Kalifornijskem tehnološkem inštitutu, kjer so se ukvarjali z bakteriofagi in bakterijskimi genomi. Položaj je dobil in se posvetil preučevanju bakterijskih plazmidov. Dognal je, da te strukture vsebujejo transpozicijske elemente, poleg tega pa se je priučil različnih uporabnih tehnik v molekularni biologiji, kot je elektronska mikroskopija. Drugi podoktorski projekt je opravljal v laboratoriju Cold Spring Harbor, kjer je bil njegov uradni mentor pionir molekularne biologije James D. Watson, vendar je v praksi delal pod vodstvom Josepha Sambrooka. Tu je s sodelavci kartiral celoten genom adenovirusa s takrat novo tehniko uporabe restrikcijskih encimov z gelsko elektroforezo, nato pa je popisal še vse odseke informacijske RNA (mRNA) in jim ugotovil funkcije.
To delo je od leta 1974 opravljal na Tehnološkem inštitutu Massachusettsa (MIT), kjer mu je Salvador Luria ponudil položaj raziskovalca. V tem obdobju je prišel do svojega najpomembnejšega odkritja; s kolegi je opazil, da dolge jedrne verige RNA nikoli niso prisotne v citoplazmi celic, kar je vodilo do hipoteze, da se RNA med prepisovanjem procesira in spreminja. Hipotezo so dokazali s hibridnimi molekulami DNA/RNA. Zaporedja RNA, prisotna v zreli mRNA, prekinjajo dolge sekvence, ki jih v zreli mRNA ni in se ne prevedejo v aminokislinsko zaporedje beljakovin. Taka izrezana zaporedja zdaj imenujemo introni, preostala pa eksoni. Do enakih izsledkov je v istem času prišla tudi Robertsova skupina v Laboratoriju Cold Spring Harbor in to temeljno spoznanje, kako DNA kodira beljakovine, je danes del vsakega učbenika molekularne biologije.
Leta 1978 se je usmeril tudi v gospodarstvo in soustanovil Biogen Inc., eno prvih biotehnoloških podjetij na svetu, ki se ukvarja z razvojem načinov za zdravljenje različnih genetskih okvar. Nadaljeval je tudi z akademsko kariero in po Lurievi smrti postal direktor Inštituta Davida H. Kocha za integrativne raziskave raka na MIT, leta 1991 pa je odstopil zaradi imenovanja za vodjo Oddelka za biologijo. To delo je opravljal do leta 1999, odtlej pa ima položaj profesorja na Kochovem inštitutu. Kasneje je raziskoval vlogo RNA pri izražanju genov, predvsem v povezavi s tehniko RNA-interference. Tudi tu je uvidel terapevtski potencial odkritij, zato je soustanovil še dve biotehnološki podjetji, ki se ukvarjata z razvojem in trženjem terapij (Alnylam Pharmaceuticals, 2002; Magen BioSciences, Inc., 2006). Poleg tega deluje ali je deloval kot član svetovalnega odbora za znanost in tehnologijo pri predsedniku Združenih držav Amerike ter več drugih svetovalnih telesih v znanosti.

## Priznanja
Za svoje delo je prejel številne pomembne znanstvene nagrade. Temeljno odkritje izrezovanja RNA mu je leta 1988 prineslo nagrado Louise Gross Horwitz in nagrado Alberta Laskerja za temeljne medicinske raziskave, leta 1993 pa še Nobelovo nagrado za fiziologijo ali medicino, skupaj z Richardom J. Robertsom, čigar skupina je neodvisno prišla do istega odkritja. Za delo na področju RNA-interference mu je leta 2004 takratni predsednik Združenih držav Amerike George W. Bush podelil še nacionalno medaljo znanosti.
Je tudi član Nacionalne akademije znanosti ZDA, Ameriške akademije umetnosti in znanosti, britanske Kraljeve družbe (kot tuji član) ter številnih drugih strokovnih združenj.